# Thủy sản

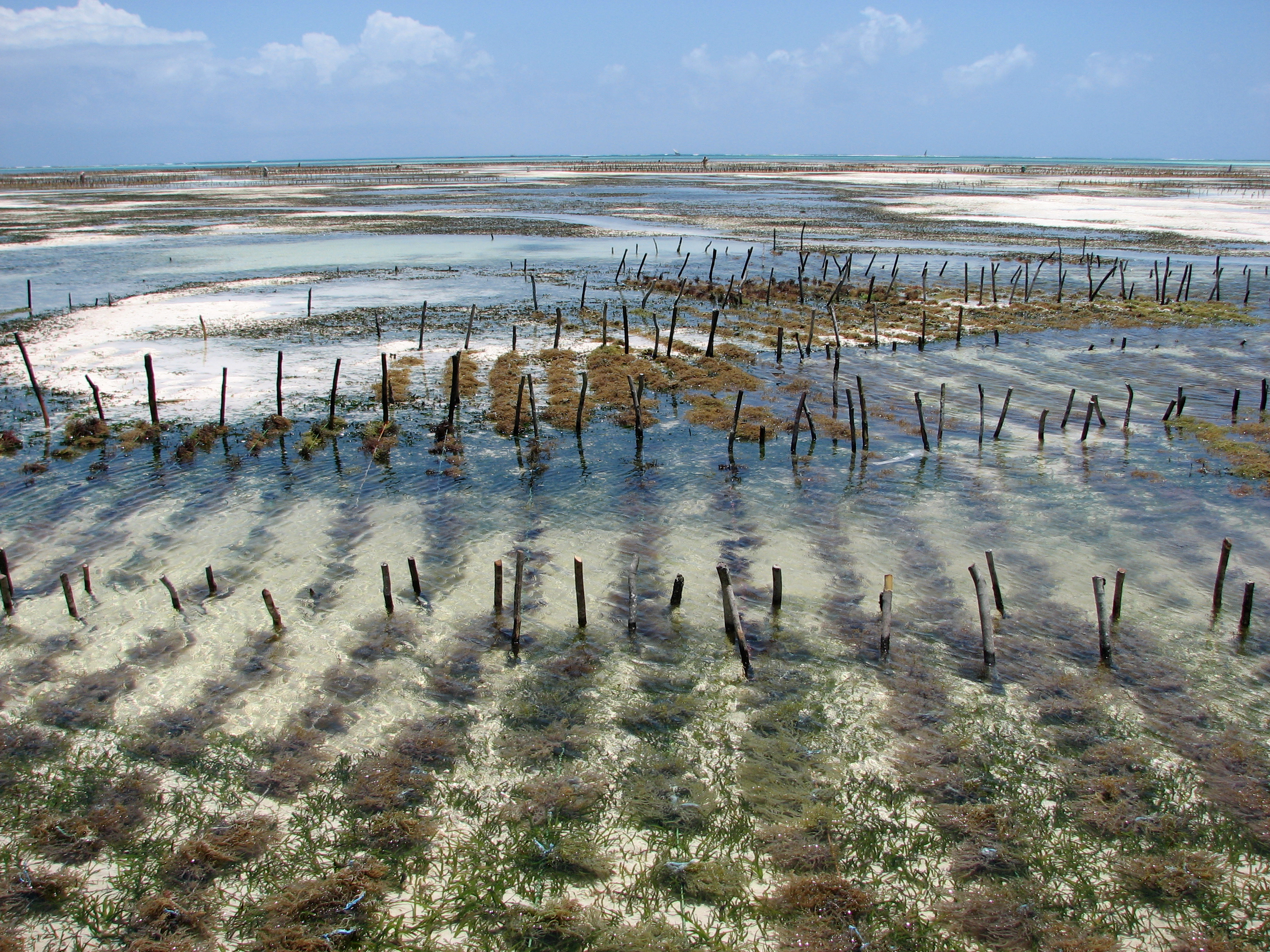
Một đầm nuôi trồng thủy sản

Thủy sản là một thuật ngữ chỉ chung về những nguồn lợi, sản vật đem lại cho con người từ môi trường nước và được con người khai thác, nuôi trồng thu hoạch sử dụng làm thực phẩm, nguyên liệu hoặc bày bán trên thị trường. Trong các loại thủy sản, thông dụng nhất là hoạt động đánh bắt, nuôi trồng và khai thác các loại cá. Một số loài là cá trích, cá tuyết, cá cơm, cá ngừ, cá bơn, cá đối, tôm, cá hồi, hàu và sò điệp có năng suất khai thác cao. Trong đó ngành thủy sản có liên quan đến việc đánh bắt cá tự nhiên hoặc cá nuôi thông qua việc nuôi cá. Nuôi trồng thủy sản đã trực tiếp hoặc gián tiếp tác động lớn đến đời sống của hơn 500 triệu người ở các nước đang phát triển phụ thuộc vào nghề cá và nuôi trồng thủy sản.

## Tổng quan
Theo tổ chức FAO thì việc nuôi trồng thủy sản là nuôi các thủy sinh vật trong môi trường nước ngọt và lợ/mặn, bao gồm áp dụng các kỹ thuật vào quy trình nuôi nhằm nâng cao năng suất thuộc sở hữu cá nhân hay tập thể. Trong đó, nguồn lợi thủy sản là tài nguyên sinh vật trong vùng nước tự nhiên, có giá trị kinh tế, khoa học để phát triển nghề khai thác thủy sản, bảo tồn và phát triển nguồn lợi thủy sản. Gần 90% của ngành thủy sản của thế giới được khai thác từ biển và đại dương, so với sản lượng thu được từ các vùng nước nội địa.
Hoạt động thủy sản là việc tiến hành khai thác, nuôi trồng, vận chuyển thủy sản khai thác; bảo quản, chế biến, mua bán, xuất khẩu, nhập khẩu thủy sản; dịch vụ trong hoạt động thủy sản, điều tra, bảo vệ và phát triển nguồn lợi thủy sản. Khai thác thủy sản là việc khai thác nguồn lợi thủy sản trên biển, sông, hồ, đầm, phá và các vùng nước tự nhiên khác. Đánh bắt quá mức, bao gồm cả việc lấy cá vượt quá mức bền vững, giảm trữ lượng cá và việc làm ở nhiều vùng trên thế giới.
Đất để nuôi trồng thủy sản là đất có mặt nước nội địa, bao gồm ao, hồ, đầm, phá, sông, ngòi, kênh, rạch; đất có mặt nước ven biển; đất bãi bồi ven sông, ven biển; bãi cát, cồn cát ven biển; đất sử dụng cho kinh tế trang trại; đất phi nông nghiệp có mặt nước được giao, cho thuê để nuôi trồng thủy sản. Hầu hết các thủy sản là động thực vật hoang dã, nhưng nuôi trồng thủy sản đang gia tăng. Canh tác có thể thực hiện ở ngay các vùng ven biển, chẳng hạn như với các trang trại hàu,  nhưng hiện này vẫn thường canh tác trong vùng nước nội địa, trong các hồ, ao, bể chứa và các hình thức khác.

## Phân loại thủy sản
Sự phân lại các loài thủy sản được dựa theo đặc điểm cấu tạo loài tính ăn và môi trường sống và khí hậu.
- Nhóm cá (fish): Là những động vật nuôi có đặc điểm cá rõ rệt, chúng có thể là cá nước ngọt hay cá nước lợ. Ví dụ: cá tra, cá bống tượng, cá chình,…
- Nhóm giáp xác (crustaceans): Phổ biến nhất là nhóm giáp xác mười chân, trong đó tôm và cua là các đối tượng nuôi quan trọng. Ví dụ: Tôm càng xanh, tôm sú, tôm thẻ, tôm đất, cua biển.
- Nhóm động vật thân mềm (molluscs): Gồm các loài có vỏ vôi, nhiều nhất là nhóm hai mảnh vỏ và đa số sống ở  biển (nghêu, sò huyết, hàu, ốc hương,....) và một số ít sống ở nước ngọt (trai, trai ngọc).
- Nhóm rong (Seaweeds): Là các loài thực vật bậc thấp, đơn bào, đa bào, có loài có kích thước nhỏ, nhưng cũng có loài có kích thước lớn như Chlorella, Spirulina, Chaetoceros,Sargassium (Alginate), Gracillaria…
- Nhóm bò sát (Reptilies) và lưỡng cư (Amphibians): Bò sát là các động vật bốn chân có màng ối(ví dụ: cá sấu) Lưỡng cư là những loài có thể sống cả trên cạn lẫn dưới nước (ví dụ: ếch, rắn…) được nuôi để lấy thịt, lấy da dùng làm thực phẩm hoặc dùng trong mỹ nghệ như đồi mồi (lấy vây), ếch (lấy da và thịt), cá sấu (lấy da).